# Gradiščak
Gradiščak is een plaats in Slovenië en maakt deel uit van de gemeente Juršinci in de NUTS-3-regio Podravska. De plaats telde 43 inwoners op 1 januari 2020.